# Martin Beck (Eishockeyspieler)
Martin „Bolly“ Beck (* 25. Oktober 1933 in Füssen) ist ein ehemaliger deutscher Eishockeyspieler, der später auch als Trainer aktiv war.

## Sportliche Karriere
Martin Beck stand von 1952/53 bis 1960/61 im Kader des EV Füssen und wurde mit dem EVF achtmal Deutscher Meister.
International spielte er von 1952 bis 1958 57 Spiele für die deutsche Nationalmannschaft. Mit dieser nahm er an den Eishockeyweltmeisterschaften 1953, wo er Vizeweltmeister wurde, 1954 und 1955 sowie an den Olympischen Winterspielen 1956 teil.
Aufgrund seines Abschlusses als Zahnmediziner beendete er seine aktive Spielerkarriere und war erst als Spielertrainer beim ERC Sonthofen und später beim Augsburger EV tätig, bevor er endgültig hinter die Bande als Trainer wechselte.

## Leben
Nach seiner aktiven Spielerkarriere übernahm Martin Beck die Zahnarztpraxis seiner Eltern.